# Two Step Moraine
Two Step Moraine är en kulle i Antarktis. Den ligger i Västantarktis. Argentina, Chile och Storbritannien gör anspråk på området. Toppen på Two Step Moraine är 149 meter över havet.
Terrängen runt Two Step Moraine är kuperad åt nordväst, men åt sydost är den platt. Trakten är obefolkad. Det finns inga samhällen i närheten. 